# 2020년 하계 올림픽 아르헨티나 선수단
아르헨티나는 2021년 7월 23일부터 8월 8일까지 일본 도쿄에서 열린 제32회 하계 올림픽에 참가했다.
원래 2020년 7월 24일부터 8월 9일까지 열릴 예정이었던 올림픽은 코로나19 범유행으로 인해 2021년 7월 23일부터 8월 8일로 연기되었다. 1900년 국가가 공식 데뷔한 이래 아르헨티나 선수들은 1904년 세인트루이스 하계 올림픽, 1912년 스톡홀름 하계 올림픽, 1980년 모스크바 하계 올림픽(미국이 주도한 보이콧을 이유)을 제외한 모든 하계 올림픽에 출전해 왔다.
아르헨티나는 2000년 하계 올림픽 이후 처음으로 금메달을 획득하지 못했다.

## 출전 선수
| 종목         | 남자 | 여자 | 전체 |
| ------------ | ---- | ---- | ---- |
| 육상         | 3    | 2    | 5    |
| 농구         | 12   | 0    | 12   |
| 복싱         | 4    | 1    | 5    |
| 카누         | 3    | 1    | 4    |
| 사이클       | 2    | 1    | 3    |
| 승마         | 4    | 0    | 4    |
| 펜싱         | 0    | 1    | 1    |
| 하키         | 18   | 18   | 36   |
| 축구         | 22   | 0    | 22   |
| 골프         | 0    | 1    | 1    |
| 체조         | 0    | 1    | 1    |
| 핸드볼       | 16   | 0    | 16   |
| 유도         | 1    | 1    | 2    |
| 근대5종      | 1    | 0    | 1    |
| 조정         | 0    | 2    | 2    |
| 럭비         | 13   | 0    | 13   |
| 요트         | 4    | 7    | 11   |
| 사격         | 2    | 2    | 4    |
| 서핑         | 1    | 0    | 1    |
| 수영         | 1    | 4    | 5    |
| 탁구         | 2    | 0    | 2    |
| 태권도       | 1    | 0    | 1    |
| 테니스       | 6    | 1    | 7    |
| 트라이애슬론 | 0    | 1    | 1    |
| 배구         | 14   | 14   | 28   |
| 레슬링       | 1    | 0    | 1    |
| 전체         | 131  | 58   | 189  |

## 같이 보기
- 올림픽 아르헨티나 선수단